# Gilbert Bauvin
Gilbert Bauvin (* 4. August 1927 in Lunéville) ist ein ehemaliger französischer Radrennfahrer.

## Sportliche Laufbahn
Bauvin war im Straßenradsport und im Querfeldeinrennen (heutige Bezeichnung Cyclocross) aktiv. Mit 18 Jahren begann er im Verein Vedette Cyclo Lunévilloise mit dem Radsport. Als Amateur gewann er 1947 Nancy–Strasbourg, 1949 die Tour de Lorraine, die Tour des Vosges und eine Etappe der Belgien-Rundfahrt für Unabhängige.
Von 1949 bis 1960 war er Unabhängiger und Berufsfahrer. Er gewann als Radprofi die Tour du Doubs 1952, Paris–Camembert, den Grand Prix de Cannes, Nancy–Dijon, Bourg–Genf–Bourg 1954, den Circuit du Cher 1956, den Grand Prix Monaco 1957. 1958 siegte er im Etappenrennen Tour de Romandie vor Pino Cerami. 1956 wurde er hinter Roger Walkowiak Zweiter der Tour de France.
In den Grand Tours gewann Bauvin 1955 zwei Etappen der Vuelta a España, 1956 und 1957 jeweils eine weitere Etappe. In der Tour de France 1954 war er auf der 10. und der 12. Etappe, 1957 auf der 5. Etappe und 1958 auf der 3. Etappe erfolgreich. Weitere Etappensiege holte Bauvin 1951 im Circuit des six Provinces (zweifach), im Circuit de Bourgogne sowie im Circuit de la Côte d’Or, 1952 im Circuit des Six Provinces, bei Paris–Nizza 1955 sowie in der Tour de Romandie 1958.
Zweiter wurde Bauvin in der Tour du Sud-Est 1952, bei Genua–Nizza 1955 und im Grand Prix d’Aix-en-Provence 1959.
Im Querfeldeinrennen gewann er 1953 bei den Cyclocross-Weltmeisterschaften die Silbermedaille hinter Roger Rondeaux. 1953 wurde er Vizemeister hinter Rondeaux bei der nationalen Meisterschaft.

## Grand-Tour-Platzierungen
| Grand Tour            | 1950 | 1951 | 1952 | 1953 | 1954 | 1955 | 1956 | 1957 | 1958 | 1959 |
| --------------------- | ---- | ---- | ---- | ---- | ---- | ---- | ---- | ---- | ---- | ---- |
| Vuelta a EspañaVuelta | –    | –    | –    | –    | –    | 36   | 7    | 24   | –    | DNF  |
| Giro d’ItaliaGiro     | –    | –    | –    | –    | –    | –    | –    | –    | –    | –    |
| Tour de FranceTour    | 49   | 8    | 32   | 16   | 10   | 18   | 2    | 14   | 15   | –    |

## Berufliches
1963 schenkte ihm der Bürgermeister von Nancy ein Taxi. Er arbeitete bis zu seinem Renteneintritt als Taxifahrer.